# Bandera de Belianes
La bandera oficial de Belianes té la següent descripció:
Bandera apaïsada de proporcions dos d'alt per tres de llarg, porpra, amb dues bandes grogues, de gruix 1/6 de l'alçària del drap; la primera ocupa des del segon sisè superior de l'alçària del mateix drap fins al cinquè novè inferior de la llargària, i la segona des del cinquè novè superior de la llargària fins al cinquè sisè de la de l'alçària.
Va ser aprovada el 31 de març de 1994 i publicada en el DOGC el 20 d'abril del mateix any amb el número 1868.